# Padraic Colum
Padraic Colum (Columcille, 8 dicembre 1881 – Enfield, 11 gennaio 1972) è stato un poeta, romanziere, drammaturgo e biografo irlandese e si occupò di scrivere opere che racchiudevano il folclore locale. Fu una delle principali figure del Revival Celtico.

## Giovinezza
Colum, il cui vero nome era  Padraic Columb nacque nella Contea di Longford, nel ricovero per poveri dove lavorava suo padre. Fu il primo di otto figli. Quando perse il lavoro nel 1889, il padre si trasferì negli Stati Uniti d'America per partecipare alla corsa all’oro in Colorado, mentre Padraic, sua madre e i suoi fratelli rimasero in Irlanda. Quando il padre tornò nel 1892, la famiglia si trasferì a Glasthule, fuori Dublino, dove suo padre venne assunto come vicedirettore alla stazione ferroviaria Sandycove e Glasthule. Coulm frequentò la scuola nazionale locale.
Quando nel 1897 la madre di Colum morì, la famiglia si divise temporaneamente. Padraic e uno dei fratelli rimasero a Dublino mentre il padre e gli altri figli tornarono a Longford. Colum terminò la scuola l'anno seguente e all'età di diciassette anni superò un esame e gli venne assegnato un lavoro da impiegato nel punto di smistamento delle Ferrovie Irlandesi. Mantenne questo posto fino al 1903.
Durante questo periodo Colum iniziò a scrivere e incontrò molti dei principali scrittori irlandesi dell'epoca, inclusi William Butler Yeats, Lady Gregory e Æ. Entrò anche a far parte della Gaelic League e fu un membro del primo comitato dell'Abbey Theatre. Fu in quell'epoca che eliminò la 'b' dal suo cognome. Divenne un frequentatore regolare della Biblioteca Nazionale Irlandese. Qui incontrò James Joyce e i due strinsero un'amicizia duratura.

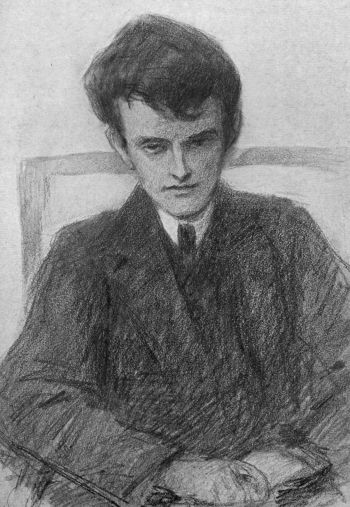
Padraic Colum

Raccolse anche alcuni canti popolari irlandesi, inclusa la famosa She Moved Through the Fair, per la quale Colum scrisse la maggior parte delle parole in collaborazione con il musicologo Herbert Hughes.
Gli venne assegnata una borsa di studio di cinque anni nello University College di Dublino dal ricco benefattore Thomas Kelly.

## Prime poesie e opere teatrali
Gli venne assegnato un premio da Cumann na nGaedhael per la sua opera teatrale contro l'arruolamento,The Saxon Shillin'. Attraverso le sue opere teatrali si impegnò con la National Theatre Society e partecipò alla fondazione dell'Abbey Theatre, scrivendo molte delle prime opere rappresentate in questo teatro. Il suo dramma, Broken Sail (1903) fu rappresentato all'Irish Literary Theatre. The Land (1905) fu uno dei primi grandi successi di quel teatro.
Le prime poesie pubblicate da Colum apparvero nel The United Irishman, un giornale pubblicato da Arthur Griffith. Il suo primo libro, Wild Earth (1907) conteneva molte di queste poesie e fu dedicato a Æ. In questo periodo pubblicò molte poesie sulla rivista di Arthur Griffith, The United Irishman, tra cui The Poor Scholar che lo portò all'attenzione di W.B. Yeats. Divenne un amico di Yeats e di Lady Gregory.
Nel 1911, con Mary Gunning Maguire, una sua compagna di studi dello University College di Dublino, David Houston e Thomas MacDonagh, fondò la rivista letteraria "The Irish Review", dove vennero pubblicate opere di Yeats, George Edward Moore, Oliver St. John Gogarty, e molti altri esponenti importanti del Revival. La rivista ebbe però vita breve.
Nel 1912 sposò Mary Gunning Maguire, che stava lavorando alla scuola sperimentale di Patrick Pearse, St Enda's, Rathfarnam, nella Contea di Dublino. All'inizio la coppia visse a Dublino nel sobborgo di Donnybrook, dove tenevano ogni martedì un salone letterario. Poi si trasferirono a Howth, un piccolo villaggio di pescatori proprio a nord della capitale. Nel 1914 si recarono negli Stati Uniti per quella che sarebbe dovuta essere una visita di pochi mesi, ma che durò otto anni.

## Maturità e opere
In America, Colum iniziò a scrivere libri per l'infanzia e pubblicò molte raccolte di storie per bambini, ad iniziare da The King of Ireland's Son (1916). Questo libro fu pubblicato quando Colum iniziò a tradurre una storia popolare irlandese dal gaelico perché non voleva dimenticare la propria lingua. Dopo che anche quest'ultima venne pubblicata sul New York Tribune, l'illustratore ungherese Willy Pógany suggerì la possibilità di scrivere un libro in collaborazione; così Colum creò una lunga storia epica a partire dalla favola folkloristica.[1] Tre dei suoi libri per bambini furono segnalati retrospettivamente dal Newbery Honor. Un contratto per scrivere letteratura per l'infanzia con Macmillan Publishers gli garantì la sicurezza economica.
Nel 1922 gli venne commissionato di scrivere versioni per bambini del folklore hawaiano. Questo ebbe come risultato la pubblicazione di tre volumi sulle sue versioni di storie delle Hawaii. Iniziò anche a scrivere romanzi. Questi includono Castle Conquer (1923) e The Flying Swans (1937). I Colum trascorsero gli anni tra il 1930 e il 1933 a Parigi e Nizza, dove Padraic rinnovò la sua amicizia con James Joyce e partecipò alla trascrizione di Finnegans Wake.
Dopo questo periodo in Francia, la coppia si trasferì a New York, dove entrambi insegnarono saltuariamente alla Columbia University e al City College di New York. Colum fu un autore prolifico e pubblicò un totale di 61 libri senza contare le opere teatrali.
Per i suoi ultimi lavori teatrali adottò la forma del dramma Nō.
Molly morì nel 1957 e Padraic finì Our Friend James Joyce, a cui avevano lavorato insieme prima della sua morte. Fu pubblicato nel 1958. Colum divise i suoi ultimi anni tra gli Stati Uniti e l'Irlanda. Nel 1961 la Catholic Library Association gli conferì il Regina Medal. Morì all'età di 90 anni a Enfield, Connecticut, e fu sepolto nel Cimitero di St. Fintan, Sutton.
Quando gli venne chiesto come pronunciare il suo nome, disse a "The Literary Digest" che il suo cognome era uguale alla parola column (colonna). "Nel mio nome di battesimo, la prima a ha il suono au. La pronuncia standard in irlandese è pau'drig." (Charles Earle Funk, What's the Name, Please?, Funk & Wagnalls, 1936.)

## Opere scelte
- (1902) The Saxon Shillin' (Opera teatrale)
- (1903) Broken Sail (Opera teatrale)
- (1905) The Land (Opera teatrale)
- (1907) Wild Earth (Libro)
- (1907) The Fiddlers' House (Opera teatrale)
- (1910) Thomas Muskerry (Opera teatrale)
- (1917) Mogu the Wanderer (Opera teatrale)
- (1918) The Children's Homer (Romanzo)
- (1918) Adventures of Odysseus and the Tale of Troy[1]
- (1920) The Boy Apprenticed to an Enchanter (Romanzo)[2]
- (1920) Children of Odin: Nordic Gods and Heroes
- (1921) The Golden Fleece and the Heroes Who Lived Before Achilles (Romanzo), Illustrazioni di Willy Pogany[3]
- (1916) The King of Ireland's Son (Vecchie favole irlandesi)
- (1923) The Six Who Were Left in a Shoe (Storia per bambini)
- (1923) Castle Conquer (Romanzo)
- (1932) Poems (raccolta) Macmillan & Co
- (1957) The Flying Swans (romanzo)
- (1937) The Story of Lowry Maen (poema epico)
- (1929) Balloon (Opera teatrale)
- (1943) The Frenzied Prince (Raccolta di favole irlandesi)
- (1958) Our Friend James Joyce (Memorie) (Con Molly Colum)
- (1965) Padraic Colum Reading His Irish Tales and Poems (Album, Folkways Records)

Come curatore:
- (1922) Anthology of Irish Verse[4]